# Il lago (Kawabata)
Il lago (みづうみ) è un romanzo breve di Yasunari Kawabata, apparso nel 1954.

## Trama
È la storia di un insegnante di scuola, Gimpei Momoi, che ricorda il lago della propria città natale, le sue relazioni con la famiglia (in particolare con il lutto per il padre, annegato nel lago) e le donne (in particolare Yayoi, una cugina che ama e detesta allo stesso tempo), alternandosi con il momento presente (il rovinoso dopoguerra della seconda guerra mondiale), quando lui abita a Karuizawa, dove ha avuto una relazione con una donna che ha perso una borsa piena di molti soldi guadagnati attraverso un amante anziano, oltre che con Hisako, studentessa che gli ha suggerito una cura per un suo dolore ai piedi (li considera deformi e brutti). La sua abitudine di seguire le donne senza preoccuparsi di destare paura o rischiare denunce, non è cessata e alla fine del romanzo, mentre si lancia nell'autoanalisi del proprio fallimento, segue ancora una ragazza.

## Adattamenti
- Onna no mizūmi, regia di Yoshishige Yoshida (1966)

## Edizioni
- Yasunari Kawabata, Il lago, traduzione di Lydia Origlia, Parma: Guanda, 1983, ISBN 88-8246-846-1.